# Laos en los Juegos Olímpicos de Atlanta 1996
Laos estuvo representado en los Juegos Olímpicos de Atlanta 1996 por cinco deportistas, cuatro hombres y una mujer, que compitieron en atletismo.
El portador de la bandera en la ceremonia de apertura fue el atleta Thongdy Amnouayphone. El equipo olímpico laosiano no obtuvo ninguna medalla en estos Juegos.